# 现任中华民国一、二级行政区行政首长列表

現任中華民國一、二級行政區行政首長所屬政黨地理分布：
中國國民黨（14席）
民主進步黨（5席）
台灣民眾黨（2席）
無黨籍（1席）

現任中華民國一、二級行政區行政首長列表列出現任中華民國自由地區6個直轄市、臺灣省11個縣與3個市、福建省2個縣的行政首長及2個省政府主席。名義上，直轄市和省為中華民國地方一級行政區，縣和市為地方二級行政區。但中華民國於1998年（民國87年）實行精省，並於2018年（民國107年）將兩個省政府的辦公地點廢除，僅依《中華民國憲法增修條文》保留兩個「省政府」和「省政府主席」的名義，兩位主席已懸空。現行《地方制度法》規定省政府為行政院派出機關而非地方自治團體，直轄市、縣和市則屬地方自治團體。
各直轄市、縣、市的行政首長均於民國111年（2022年）的縣市長選舉中當選，並於同年12月25日行憲紀念日宣誓就職。
目前各直轄市的行政首長，中國國民黨籍者有4位、民主進步黨籍者有2位，其中年紀最大和最小者分別為桃園市市長張善政（现年71岁49天）及臺北市市長蔣萬安（现年46岁229天），唯一的女性直轄市長是臺中市市長盧秀燕。
目前各縣、市的行政首長，中國國民黨籍者有9位、民主進步黨籍者有3位、台灣民眾黨者有2位、無黨籍者有2位，其中年紀最大和最小者分別為新竹縣縣長楊文科（現年74岁143天）和新竹市代理市長邱臣遠（現年43岁244天）。臺灣省有6位縣長是女性；省轄的市有1位市長是女性；福建省的2位縣長都是男性。

## 一級行政區行政首長

### 直轄市市長
| 轄區地圖           | 職稱       | 姓名   | 肖像       | 性别 | 出生日期 （年齡）            | 黨籍       | 黨籍 | 資料出處 |
| ------------------ | ---------- | ------ | ---------- | ---- | ---------------------------- | ---------- | ---- | -------- |
| 臺北市市長管轄區域 | 臺北市市長 | 蔣萬安 | 蔣萬安市長 | 男   | 1978年12月26日 （46岁229天） | 中國國民黨 |      | [ 4 ]    |
| 新北市市長管轄區域 | 新北市市長 | 侯友宜 | 侯友宜市長 | 男   | 1957年6月7日 （68岁66天）    | 中國國民黨 |      | [ 5 ]    |
| 桃園市市長管轄區域 | 桃園市市長 | 張善政 | 張善政市長 | 男   | 1954年6月24日 （71岁49天）   | 中國國民黨 |      | [ 6 ]    |
| 臺中市市長管轄區域 | 臺中市市長 | 盧秀燕 | 盧秀燕市長 | 女   | 1961年8月31日 （63岁346天）  | 中國國民黨 |      | [ 7 ]    |
| 臺南市市長管轄區域 | 臺南市市長 | 黃偉哲 | 黃偉哲市長 | 男   | 1963年9月26日 （61岁320天）  | 民主進步黨 |      | [ 8 ]    |
| 高雄市市長管轄區域 | 高雄市市長 | 陳其邁 | 陳其邁市長 | 男   | 1964年12月23日 （60岁232天） | 民主進步黨 |      | [ 9 ]    |

### 省政府主席（虛級化，無實職）
依《憲法增修條文》，名義上存在「臺灣省政府」和「福建省政府」，然而迄今均已裁撤無實質運作。該條文也規定兩機關分別由「臺灣省政府主席」與「福建省政府主席」領導，然而迄今兩個主席均懸缺且不再任命。

## 二級行政區行政首長

### 縣長
| 轄區地圖           | 職稱       | 姓名            | 肖像       | 性别 | 出生日期 （年齡）            | 黨籍       | 黨籍 | 資料出處 |
| ------------------ | ---------- | --------------- | ---------- | ---- | ---------------------------- | ---------- | ---- | -------- |
| 新竹縣縣長管轄區域 | 新竹縣縣長 | 楊文科          | 楊文科縣長 | 男   | 1951年3月22日 （74岁143天）  | 中國國民黨 |      | [ 10 ]   |
| 苗栗縣縣長管轄區域 | 苗栗縣縣長 | 鍾東錦          | 鍾東錦縣長 | 男   | 1963年1月2日 （62岁222天）   | 無黨籍     |      | [ 11 ]   |
| 彰化縣縣長管轄區域 | 彰化縣縣長 | 王惠美          | 王惠美縣長 | 女   | 1968年11月22日 （56岁263天） | 中國國民黨 |      | [ 12 ]   |
| 南投縣縣長管轄區域 | 南投縣縣長 | 許淑華          | 許淑華縣長 | 女   | 1975年10月15日 （49岁301天） | 中國國民黨 |      | [ 13 ]   |
| 雲林縣縣長管轄區域 | 雲林縣縣長 | 張麗善          | 張麗善縣長 | 女   | 1964年1月1日 （61岁223天）   | 中國國民黨 |      | [ 14 ]   |
| 嘉義縣縣長管轄區域 | 嘉義縣縣長 | 翁章梁          | 翁章梁縣長 | 男   | 1965年3月19日 （60岁146天）  | 民主進步黨 |      | [ 15 ]   |
| 屏東縣縣長管轄區域 | 屏東縣縣長 | 周春米          | 周春米縣長 | 女   | 1966年11月1日 （58岁284天）  | 民主進步黨 |      | [ 16 ]   |
| 宜蘭縣縣長管轄區域 | 宜蘭縣縣長 | 林茂盛 （代理） | 林茂盛縣長 | 男   | 1967年1月27日 （58岁197天）  | 無黨籍     |      | [ 17 ]   |
| 花蓮縣縣長管轄區域 | 花蓮縣縣長 | 徐榛蔚          | 徐榛蔚縣長 | 女   | 1968年10月12日 （56岁304天） | 中國國民黨 |      | [ 18 ]   |
| 臺東縣縣長管轄區域 | 臺東縣縣長 | 饒慶鈴          | 饒慶鈴縣長 | 女   | 1969年11月23日 （55岁262天） | 中國國民黨 |      | [ 19 ]   |
| 澎湖縣縣長管轄區域 | 澎湖縣縣長 | 陳光復          | 陳光復縣長 | 男   | 1955年10月25日 （69岁291天） | 民主進步黨 |      | [ 20 ]   |
| 金門縣縣長管轄區域 | 金門縣縣長 | 陳福海          | 陳福海縣長 | 男   | 1963年6月3日 （62岁70天）    | 台灣民眾黨 |      | [ 21 ]   |
| 連江縣縣長管轄區域 | 連江縣縣長 | 王忠銘          | 王忠銘縣長 | 男   | 1958年2月27日 （67岁166天）  | 中國國民黨 |      | [ 22 ]   |

### 市長
| 轄區地圖           | 職稱       | 姓名            | 肖像           | 性别 | 出生日期 （年齡）            | 黨籍       | 黨籍 | 資料出處 |
| ------------------ | ---------- | --------------- | -------------- | ---- | ---------------------------- | ---------- | ---- | -------- |
| 基隆市市長管轄區域 | 基隆市市長 | 謝國樑          | 謝國樑市長     | 男   | 1975年10月5日 （49岁311天）  | 中國國民黨 |      | [ 23 ]   |
| 新竹市市長管轄區域 | 新竹市市長 | 邱臣遠 （代理） | 邱臣遠代理市長 | 男   | 1981年12月11日 （43岁244天） | 台灣民眾黨 |      | [ 24 ]   |
| 嘉義市市長管轄區域 | 嘉義市市長 | 黃敏惠          | 黃敏惠市長     | 女   | 1959年1月20日 （66岁204天）  | 中國國民黨 |      | [ 25 ]   |